# 汪群斌
汪群斌（1969年10月—），中华人民共和国企业家，复星集团执行董事兼联席董事长。

## 生平
1991年获得复旦大学遗传工程学学士学位，是复星集团创始团队成员。2009年1月获委任为复星集团总裁。在企业管理方面具有丰富实践经验，曾获2009年世界经济论坛“全球青年领袖”、“中国杰出青年科技创新奖”等荣誉，2007年被评为“享受国务院特殊津贴专家”。现为上海湖州商会会长及中国国际商会副会长。
同时还出任复星保德信人寿董事长、鼎睿再保险董事长，以及中国最大的医药分销企业国药控股副董事长。